# Coniothyrium psammae
Coniothyrium psammae är en svampart som beskrevs av Oudem. 1898. Coniothyrium psammae ingår i släktet Coniothyrium och familjen Leptosphaeriaceae.   Inga underarter finns listade i Catalogue of Life.